# Бор (Хваловское сельское поселение)
Бор — деревня в Хваловском сельском поселении Волховского района Ленинградской области.

## История
Деревня Бор упоминается на карте Санкт-Петербургской губернии А. М. Вильбрехта 1792 года.

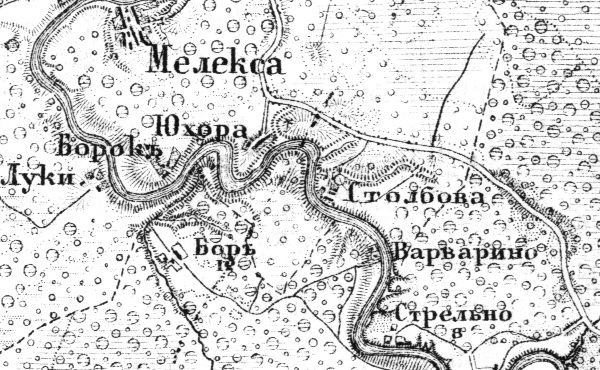
Деревня Бор на карте 1872 года

Согласно карте Ф. Ф. Шуберта 1872 года деревня Бор насчитывала 12 крестьянских дворов.
Согласно епархиальным сведениям 1899 года деревня относилась к приходу церкви Святой Троицы (ранее Казанская (Николаевская)) Никольско-Сясьского погоста в селе Хвалово.
В конце XIX — начале XX века деревня административно относилась к Сугоровской волости 1-го стана 1-го земского участка Тихвинского уезда Новгородской губернии.

БОР — деревня Прокшеницкого сельского общества, число дворов — 20, число домов — 20, число жителей: 74 м. п., 85 ж. п.;
 Занятие жителей — земледелие. При реке Сясь. Часовня. (1910 год) 

Согласно военно-топографической карте Петроградской и Новгородской губерний издания 1915 года деревня Бор насчитывала 12 крестьянских дворов.
С 1917 по 1918 год деревня Бор входила в состав Сугоровской волости Тихвинского уезда Новгородской губернии.
С 1918 года в составе Череповецкой губернии.
С 1927 года в составе Прокшенского сельсовета Тихвинского района.
С 1928 года в составе Мелексинского сельсовета Волховского района. В 1928 году население деревни Бор составляло 156 человек.
По данным 1933 года деревня Бор входила в состав Мелексинского сельсовета Волховского района.
С 1946 года в составе Новоладожского района.
С 1954 года в составе Хваловского сельсовета.
В 1958 году население деревни Бор составляло 44 человека.
С 1963 года вновь в составе Волховского района.
По данным 1966, 1973 и 1990 годов деревня Бор также входила в состав Хваловского сельсовета.
В 1997 и 2002 годах в деревне Бор Хваловской волости постоянного населения не было.
В 2007 году в деревне Бор Хваловского СП, также не было постоянного населения.

## География
Деревня расположена в юго-восточной части района на правом берегу реки Опочня, близ места её впадения в реку Сясь.
Расстояние до административного центра поселения — 8 км.
Расстояние до ближайшей железнодорожной станции Мыслино — 10 км.

## Демография
| 1862 | 1997 | 2007 | 2010 | 2017 |
| ---- | ---- | ---- | ---- | ---- |
| 159  | ↘0   | →0   | ↗3   | ↘1   |

### Национальный состав
Согласно данным Всероссийской переписи населения 2021 года в деревне проживали 4 человека, из них русские — 3, молдаване — 1 человек.